# Hémoconcentration
L'hémoconcentration
- hématocrite supérieur à 50 %, taux de protéines élevé ;
- se caractérise par l'augmentation du taux des éléments figurés du sang détectée dans l'hémogramme : globules rouges, globules blancs, plaquettes. Il ne s'agit pas, pour autant, d'une augmentation en valeur absolue du nombre de ces éléments comme on peut le voir dans certaines maladies hématologiques (syndromes myéloprolifératifs), mais d'une baisse de la quantité de liquide, d'où le terme. Étiologies possibles : déshydratation, brulures étendues, diurétiques, contexte réanimatoire. On peut en suspecter le mécanisme devant une hyperprotidémie ou une augmentation de l'urée concomitantes…